# فريدريك ماري كفام
كانت فريدريك ماري كفام (الاسم قبل الزواج: فريدريك ماري غرام) (31 مايو 1843-10 سبتمبر 1938) رائدة نرويجية في المجال الإنساني، ونسوية، وسياسية ليبرالية وزوجة رئيس الوزراء أولي أنطون كفام. أسست كفام جمعية الصحة العامة للنساء النرويجيات في عام 1896، والتي نمت لتصبح أكبر منظمة نسائية في النرويج تضم 250 ألف عضو، وشغلت منصب أول رئيسة لها منذ عام 1896 حتى عام 1933، والرئيسة الفخرية منذ عام 1933 حتى وفاتها. شغلت أيضًا منصب رئيسة الجمعية النرويجية لحقوق المرأة منذ عام 1899 حتى عام 1903. اشتهرت كفام بأنها واحدة من أكثر أعضاء جماعات الضغط السياسي تأثيرًا ونجاحًا في عصرها، ووُصفت في مجلة سامتيدن في عام 1915 بأنها «ملكة الأروقة السياسية». أُطلِق عليها لقب «السيدة الوزيرة» ثم «السيدة رئيسة الوزراء»، مستخدمة بذلك ألقاب زوجها.

## العمل التنظيمي
انتقل أولي أنطون وفريدريك ماري كفام إلى كريستيانيا (أوسلو) في عام 1983، عندما كان عمرها 50 عامًا. انخرطت فريدريك بسرعة في حركة حقوق المرأة والأنشطة السياسية الأخرى.
كانت كفام من بين مؤسسي جمعية الصحة العامة للنساء النرويجيات في عام 1896، وأصبحت قائدتها. تمثّل هدف المنظمة المعلن في البداية بتوفير الإمدادات الطبية لاستخدامها في الحرب والحوادث خلال أوقات السلم، وتثقيف النساء في مجال الإسعافات الأولية، وتثقيف الممرضات، ومكافحة الأمراض الشائعة مثل السل والروماتيزم. نتج ذلك عن الوضع المتوتر بين السويد والنرويج نتيجة للمطالب النرويجية المتزايدة بالاستقلال عن السويد. إلى جانب التركيز على القضايا الصحية والسياسات الاجتماعية، أصبحت المنظمة أيضًا نقطة التقاء للنساء المعنيات بحقوق المرأة في التصويت واستقلال النرويج عن السويد.
أصبحت كفام أيضًا عضوًا في جمعية حقوق المرأة في التصويت التي تشكلت في كريستيانيا في عام 1895. كان هدف الجمعية هو الدفاع عن حقوق التصويت الكاملة للنساء في كل من الانتخابات الوطنية والمحلية. تمكنت الجمعية من إقناع البرلمان النرويجي بمناقشة القضية في عام 1890، ولكن اقتراح منح حقوق التصويت للنساء هُزِم بأغلبية 70 صوتًا مقابل 44. حصل جميع الرجال الذين تزيد أعمارهم عن 25 عامًا على حقوق التصويت في الانتخابات البلدية في عام 1898؛ وذلك في الوقت الذي لم يحق سوى للرجال ذوي الدخل المحدد التصويت في الانتخابات البرلمانية، بينما بقيت النساء عاجزات عن التصويت. قررت أغلبية في جمعية حقوق المرأة النساء في التصويت اقتراح حق تصويت محدود، إذ يجب أن تكون المرأة قادرة على التصويت في الانتخابات البلدية بنفس الشروط التي يمكن أن يصوت بها الرجل في الانتخابات الوطنية. منح هذا الاقتراح حق التصويت للنساء الثريات فقط، وخاصة في المدن.
كانت كفام من الأقلية في جمعية حقوق المرأة في التصويت التي لم ترغب في التنازل عن حقوق التصويت الكاملة كحق من حقوق الإنسان. انفصلت تلك الأقلية عن الجمعية الأم في عام 1898، وشكلوا جمعية حقوق المرأة في جميع أنحاء البلاد، واستلمت كفام رئاستها. تحدّت هذه الجمعية النساء للمشاركة في العمل الحزبي عندما حصلن على حقهن المحدود في التصويت في الانتخابات البلدية لعام 1901، وعيّنت مرشحات للأحزاب السياسية، وخاصة الحزب الليبرالي.
عاشت كفام في ستوكهولم بين عامي 1902-1903، واستلم زوجها هناك منصب رئيس الوزراء النرويجي.
أُعلِن عن استفتاء حول ما إذا كان يجب على النرويج حل الاتحاد مع السويد في يوليو 1905، وكان من المقرر تنفيذه في 13 أغسطس 1905، فناشدت كفام رئيس البرلمان النرويجي كارل بيرنر للسماح للنساء بالمشاركة في الاستفتاء، ولكنه لم يوافق. مُنِح حق التصويت بشكل خاص للرجال الذين تزيد أعمارهم عن 25 عامًا، والذين لا يعتمدون على الرعاية الاجتماعية. بدأت جمعية حقوق المرأة في التصويت في جميع أنحاء البلاد في جمع توقيعات النساء دعمًا لحل الاتحاد في شهر أغسطس؛ وكانت إليز ويلهافن-غونيرسون القوة الدافعة في البداية، ولكن كفام أصبحت عنصرًا مهمًا في تحقيق النجاح، فتمكنت من حشد النساء ليس فقط من خلال جمعية حقوق المرأة في التصويت في جميع أنحاء البلاد، ولكن أيضًا من خلال جمعية الصحة العامة للنساء النرويجيات الأكبر حجمًا والتي ترأستها أيضًا. استطاعت حشد حوالي 244,765 توقيعًا من النساء خلال أسبوعين من شهر أغسطس. ذهبت كفام، وماري كيولسيث، وويلهافن-غونرسون لتسليم قائمة مع التوقيعات ورسالة تأييد للحل إلى البرلمان النرويجي في 22 أغسطس 1905.
وصلت المزيد من التوقيعات في شهر أكتوبر، وجُمِع حوالي 300 ألف توقيع من النساء لدعم حل الاتحاد، وكان من ضمن الموقعين بعض الرجال الذين ليس لديهم حق التصويت. صوت 368,392 رجلًا في استفتاء 13 أغسطس 1905. إن النجاح في جمع التوقيعات النسائية لدعم حل الاتحاد أكسب النساء احترامًا، واعتبره الكثيرون علامة على امتلاك المرأة النضج السياسي الكافي للتصويت. ساهم ذلك أيضًا في عملية أدت إلى حصول المرأة على حقوق التصويت الكاملة في عام 1913. ركزت كفام وجمعية حقوق المرأة في التصويت في جميع أنحاء البلاد على المشاريع التي ينبغي أن تحفز النساء على استخدام حقوقهن في التصويت، والمشاركة في الأنشطة السياسية. نص الشعار الذي استخدمته كفام بشكل متكرر على أن «حق التصويت هو واجب التصويت».
ظلت كفام رئيسة جمعية الصحة العامة للنساء النرويجيات حتى عام 1933 عندما كانت في التسعين من عمرها. حصلت على وسام الاستحقاق الملكي الذهبي في عام 1911، واستحقت وسام القديس أولاف كفارسة من الدرجة الأولى في عام 1992.